# Lily Tomlin
Mary Jean "Lily" Tomlin (sinh ngày 1 tháng 9 năm 1939) là nữ diễn viên, tác giả viết sách, ca sĩ và nhà sản xuất âm nhạc người Mỹ. Tomlin bắt đầu sự nghiệp của mình vào những năm 1960 khi bà làm nghệ sĩ hài độc thoại và đi diễn sân khấu Off-Broadway. Bà hiện đang tham gia sê-ri Grace and Frankie, vai Frankie Bergstein trong phim này đã mang về cho Lily bốn đề cử giải Emmy từ 2015.

## Thời thơ ấu
Tomlin sinh ra tại Detroit, Michigan. Bà là con gái của Lillie Mae (nhũ danh: Ford; sinh 14/1/1914 – mất 12/7/ 2005), một y tá và ông Guy Tomlin (sinh 3/3/1913 –  mất 24/10/1970), một công nhân nhà máy. Bà có một người em trai tên Richard Tomlin. Tomlin tốt nghiệp cấp III Cass Technical năm 1957. Bà sau đó theo học Đại học Wayne, chuyên ngành sinh học.

## Đời tư
Tomlin gặp gỡ nữ nhà văn Jane Wagner lần đầu vào tháng 3 năm 1971.
Ngày 31 tháng 12 năm 2013, Tomlin và Wagner tổ chức lễ cưới riêng tư tại Los Angeles sau 42 năm bên nhau.

## Các tác phẩm sách
- Tomlin, Lily, and Jane Wagner. On Stage. New York, N.Y.: Arista, 1977. Recorded live at the Biltmore Theatre, New York City. Audio book on LP. OCLC 858894156.
- Wagner, Jane, Elon Soltes, Wendy Apple, and Lily Tomlin. Appearing Nitely. Valley Village, Calif.: Tomlin and Wagner Theatricalz, 1992. Recorded live at the Huntington Hartford Theater in Los Angeles, Calif. Originally produced for television in 1978. Video recording. OCLC 28219227.
- Wagner, Jane. Edith Ann: My Life, So Far. New York: Hyperion, 1994. As told to and illustrated by Jane Wagner. ISBN 978-0-786-86120-0. OCLC 31236871.
- Tomlin, Lily, Jane Wagner, and Anna Deavere Smith. Conversation with Lily Tomlin and Jane Wagner, ngày 25 tháng 10 năm 1994. San Francisco: City Arts & Lectures, Inc, 1994. Masonic Auditorium. OCLC 743427376
- Wagner, Jane. J.T. New York: Carousel Films, 2000. DVD. Originally broadcast in 1969. Jeannette Du Bois, Theresa Merritt, Kevin Hooks. OCLC 63681705.
- Tomlin, Lily, and Jane Wagner. And That's the Truth. United States: Universal Music Enterprises, 2003. Recorded live at The Ice House, Pasadena, March 1976. Audio book. OCLC 212930925
- Tomlin, Lily, and Jane Wagner. The Search for Signs of Intelligent Life in the Universe. Tarzana, Calif.: Laugh.com, 2005. 1992 HBO television film. A film adaptation of the Broadway play by Jane Wagner. OCLC 63664207.
- Wagner, Jane, Marilyn French, and Lily Tomlin. The Search for Signs of Intelligent Life in the Universe. New York, NY: ItBooks, an imprint of HarperCollinsPublishers, 2012. Reprint. Originally published: New York: Harper & Row, 1986. Based on the Broadway play written by Wagner starring Lily Tomlin. Includes an Afterword by Marilyn French and Reflections by Lily Tomlin and by Jane Wagner. ISBN 978-0-062-10737-4. OCLC 798732509.
- Wagner, Jane C., and Tina DiFeliciantonio. Girls Like Us. New York, NY: Women Make Movies, 2013. Originally produced as a motion picture documentary film in 1997. DVD. OCLC 843761980.